# Río Uzh (Ucrania septentrional)
El río Uzh (en ucraniano: Уж) es un río de Ucrania, un afluente por la derecha del río Prípiat, tributario a su vez del río Dniéper, que desemboca en el embalse de Kiev (Ucrania central). Tiene una longitud de 256 km y una cuenca hidrográfica de 8.080 km². 
Tiene su fuente en el óblast de Zhytomyr, en Ucrania septentrional, y luego fluye brevemente cerca del río Beresiná. El Uzh entonces pasa cerca de la ciudad de Chernóbil en el óblast de Kiev, desembocando en el río Prípiat.
La longitud de los valles del río son de 1 a 7 km, y la de sus canales son alrededor de 5–40 km. El río tiene su fuente en deshielo primaveral. Se congela en el invierno, deshelándose sólo a finales de marzo, de lo que obtiene gran parte de su caudal.
La ciudad de Korosten se encuentra en el río Uzh.